# Dasyhelea aegealitis
Dasyhelea aegealitis är en tvåvingeart som beskrevs av Gustavo R. Spinelli och Wirth 1984. Dasyhelea aegealitis ingår i släktet Dasyhelea och familjen svidknott. Inga underarter finns listade i Catalogue of Life.